# 외제니 드 몽티조
외제니 드 몽티조(프랑스어: Eugénie de Montijo, 스페인어: Eugenia de Montijo 에우헤니아 데 몽티호[*])는 스페인계 귀족으로서, 후에 나폴레옹 3세와 결혼하여 프랑스의 황후가 되었다. 본명은 마리아 에우헤니아 이그나티아 아우구스티나 데 팔라폭스 포르토카레로 데 구즈만 이 키르크파트릭(María Eugenia Ignacia Augustina de Palafox-Portocarrero de Guzmán y Kirkpatrick)이다. 아버지가 사망하자, 아버지가 가지고 있었던 아르달레스 여후작의 지위와 테바 여백작의 지위를 상속받았다. 나폴레옹 3세와의 사이에서 태어난 유일한 아들 나폴레옹을 빅토리아와의 친분을 이용해 베아트리스 공주와 혼인시키려 했지만, 아들이 그녀보다 먼저 사망하면서 이는 취소되었고, 명목상의 제위는 결국 나폴레옹 1세의 동생인 제롬 보나파르트의 후손들에게 넘어갔다.
| 전임 치프리아노 데 팔라폭스 이 포트로카레로 | 아르달레스 여후작 1839년~1920년 7월 11일 | 후임 17대 알바 공작 하코보 피츠하메스 스투아르트 |

| 전임 치프리아노 데 팔라폭스 이 포트로카레로 | 테바 여백작 1839년~1920년 7월 11일 | 후임 에우헤니아 마리아 피츠하메스 스투아르트이팔코 |

| 전임 나폴리와 시칠리아의 마리 아멜리 | 프랑스 황후 1853년 1월 30일~1870년 9월 4일 | 후임 프랑스 제3공화국 |

## 같이 보기
- 예브게니 군도